# ミルトン・ウィナンツ
ミルトン・ウィナンツ（Milton Wynants、1972年3月29日 - ）は、ウルグアイ、パイサンドゥー出身の自転車競技選手。
オリンピックの自転車競技に4大会連続出場（1996年〜2008年）を果たしている。

## 来歴
1995年
- パンアメリカン競技大会 ポイントレース 2位

1996年
- ブエルタ・シクリスタ・デル・ウルグアイ 総合優勝

1998年
- ルタス・デ・アメリカ 総合優勝

1999年
- パンアメリカン競技大会 ポイントレース 2位

2000年
- シドニーオリンピック
  -  ポイントレース 2位

2002年
- UCIトラックワールドカップ2002
  - モンテルレイ - ポイントレース 優勝

2003年
- パンアメリカン競技大会 個人ロードレース 優勝

2004年
- トラック世界選手権
  - ポイントレース 2位

2006年
- ブエルタ・アル・チャナ 総合優勝

2007年
- パンアメリカン競技大会 ポイントレース 2位